# إدواردو فرانسيسكو دا سيلفا نيتو
إدواردو فرانسيسكو دا سيلفا نيتو (بالبرتغالية: Eduardo Francisco da Silva Neto‏) (2 فبراير 1980 في ريو دي جانيرو في البرازيل – )؛ هو لاعب كرة قدم كان يلعب كمهاجم.

## وصلات خارجية
- إدواردو فرانسيسكو دا سيلفا نيتو على موقع رابطة كرة القدم اليابانية للمحترفين (اليابانية)
- إدواردو فرانسيسكو دا سيلفا نيتو على موقع دوري كوريا الجنوبية (الإنجليزية)
- إدواردو فرانسيسكو دا سيلفا نيتو على موقع قاعدة بيانات كرة القدم.إي يو (الإنجليزية)
- إدواردو فرانسيسكو دا سيلفا نيتو على موقع Soccerway.com (الإنجليزية)
- إدواردو فرانسيسكو دا سيلفا نيتو على موقع عالم كرة القدم.نت (الإنجليزية)